# Izgon trgovaca iz hrama
Izgon trgovaca iz hrama se odnosi na nerede u jerusalimskom Hramu koje su za jevrejski praznik Pashu (hebr. Pesah) oko 30. godine naše ere izazvali Isus i njegovi učenici.
Ovaj incident je opisan u sva četiri jevanđelja Novog zaveta. Pojavljuje se pri kraju tri sinoptička jevanđelja i pri početku u Jovanovom jevanđelju. U sinoptičkim jevanđeljima, incident u Hramu neposredno prethodi Isusovom pogubljenju, zbog čega mnogi naučnici povezuju ovaj događaj sa njegovim hapšenjem i razapinjanjem.

## Pozadina
Nakon smrti kralja Heroda Velikog (vladao od 37. do 4. p. n. e.) Rimljani su podelili jevrejsko kraljevstvo između njegovih sinova, te je Herod Antipa vladao Galilejom ali ne i Judejom, koja je postala zasebna rimska provincija. Jevrejska teritorija je bila pod vlašću Rimskog carstva, ali među Jevrejima je postojala jaka nada povratka nezavisnosti i dolaska očekivanog mesije.
Isus je sa svojim sledbenicima krenuo iz Galileje na pashu u nekadašnju prestonicu Davidovog carstva, grad Jerusalim u Judeji. Najverovatnije s proleća 30. godine naše ere, Isus stiže u Jerusalim za vreme praznika Pashe, kojim se obeležava oslobođenje Jevreja iz egipatskog ropstva i kada su političke i verske prilike u gradu bile veoma napete. Jerusalim je u vreme praznika pashe bio krcat hodočasnicima, kojih je prema nekim procenama bilo između 300.000 i 400.000. Isus je simbolično na magarcu ušao u Jerusalim, moguće kao kontrast trijumfalnom ulasku rimskog cara, ili kao ispunjenje Zaharijinog proročanstva (pošto se hrišćanski spisi eksplicitno pozivaju na Zahariju, neki misle da su ti detalji umetnuti). Kada je ušao u grad, Isus je tvrdio da autoritet koji pronosi dolazi od Boga, te su ga neki prepoznali kao mesiju, dugo iščekivanog oslobodioca.

## Neredi u Hramu
Isus je propovedao u Jerusalimu, i izazvao nemire u velelepnom Herodov hramu. Područje u pitanju je verovatno Dvorište naroda, mesto u masivnom hramovnom kompleksu određeno za kupovinu žrtvenih životinja, gde su jevrejski hodočasnici iz drugih oblasti menjali grčke i rimske valute za lokalni jevrejski novac, jedini važeći u hramovnim ceremonijama. Dvorište hrama je bilo ispunjeno životinjama koje su prodavane za žrtvovanje i stolovima za menjanje novca. Prema navodima jevanđelja, Isus je bičem isterao menjače novca i prodavce životinja iz hrama, zajedno sa ovcama i govedima, isprevrtao stolove i prosuo novac. Isus je sa svojim pristalicama zaveo embargo na svu robu koju su pronosili kroz Hram, poremetivši tokove profitabilne trgovine koja se tamo odvijala tokom hodočašća.
Jevanđelje po Marku prenosi sledeće (i ostala sinoptička jevanđelja daju gotovo istovetnu priču):
Jevanđelje po Jovanu prenosi sličnu priču. Isus je opisan kako bičem ljutito isteruje prodavce kritikujući ih zbog pretvaranja hrama u tržnicu:
Isus je svojim postupcima doveo u pitanje verski autoritet Hrama. On je svoje postupke objašnjavao citirajući knjigu Isaije: "Moja kuća će se zvati Dom molitve za sve narode" (Isaija 56:7) i knjigu Jeremije: "Ali vi ste napravili od njega pećinu razbojničku" (Jeremija 7:11). Pozivanje na razbojničku pećinu se može odnositi na naduvane cene ili još ekstremnije vidove upotrebe religijskog kulta za iskorištavanje siromašnih i "nečistih", kojima su bile propisane žrtve obeštećenja zbog svog inferiornog statusa. Jevanđelja navode da su se pisari i sveštenički glavari plašili Isusa, jer ga je narod slušao, i da su tražili način da ga pogube (Marko, 11:17). Isus je napustio hram posle incidenta, vrativši se sutradan i nastavljajući da propoveda. On je govorio da će hram biti uništen i da od njega neće ostati “kamen na kamenu” (Матеј 24:2). Kada su sveštenici i starešine doveli u pitanje Isusov autoritet, a on se pozvao na Jovana Krstitelja. Jevanđelje po Jovanu prenosi da su sveštenici tražili od Isusa da im pokaže neki znak, na šta im je odgovorio: "Srušite ovaj hram, pa ću ga za tri dana podići."

## Posledice
| „                                             | Ovaj čin je skrenuo pažnju javnosti na Isusa, od kog je u toku narednih dana zatraženo da definiše svoju poziciju prema sukobljenim stranama u Jerusalimu. Izgledalo je da posebno napada prihode svešteničke klase, koji su mu potom zatražili da se izjasni s kakvom vlašću je ometao sakrosanktne aranžmane Hrama. U pomalo zagonetnom odgovoru on je postavio svoje tvrdnje na nivo onih Jovana Krstitelja - drugim rečima, zasnovao ih je na narodnoj podršci. | ” |
| — Jevrejska enciklopedija o incidentu u Hramu | |   |

Događaji u hramu su privukli pažnju vlasti. Održavanje reda je bio jedan od primarnih zadataka jevrejskog Prvosveštenika, postavljenog od rimskih vlasti, i kojima je za svaki veći izgred lično odgovarao. Isus je uhapšen ubrzo nakon nemira izazvanih u jerusalimskom Hramu, jer su vlasti procenile da svojim govorima može lako zagrejati masu okupljenu za praznike. Prvosveštenik i sadukejski stražari Hrama su ubrzo, uz pomoć jednog od njegovih učenika, Jude Iskariotskog, uspeli da bez mnogo buke uhapse Isusa.
Isus je uhapšen zbog izazivanja pobune i nereda, i predat rimskim vlastima. Pogubljen je po naređenju Pontija Pilata, prefekta rimske provincije Judeje. Umro je razapet na krstu, što je bio jeziv i ponižavajući način kojim su Rimljani kažnjavali pobunjenike. Naučnici zaključuju da je Pilat pogubio Isusa kao javnu smetnju, verovatno u saradnji sa lokalnim jevrejskim vlastima. Rimljani su, izgleda, smatrali Isusa prevratnikom, jer su na njegov krst stavili natpis sa optužbom »Kralj judejski«.

## Literatura
- Sanders, E. P. (1993). The historical figure of Jesus. Penguin. ISBN 978-0-7139-9059-1.

## Spoljašnje veze
- (језик: енглески) Jewish Encyclopedia: Jesus: In the Temple